# Comuna Motoșeni, Bacău
Motoșeni (în trecut, și Ursa Motoșeni) este o comună în județul Bacău, Moldova, România, formată din satele Bâclești, Chetreni, Chicerea, Cociu, Cornățelu, Fântânele, Fundătura, Gura Crăiești, Motoșeni (reședința), Poiana, Praja, Rotăria, Șendrești și Țepoaia.

## Așezare
Comuna se află în extremitatea estică a județului, la limita cu județul Vaslui, în valea râului Zeletin, în zona confluenței cu Dobrotforul. Este traversată de șoseaua județeană DJ241, care o leagă spre nord de Răchitoasa, Colonești și Izvoru Berheciului și spre sud de Glăvănești și Podu Turcului (unde se intersectează cu DN11A), apoi mai departe în județul Vrancea de Boghești și Tănăsoaia și în județul Galați de Gohor (unde se termină în DN24). La Motoșeni, acest drum se intersectează cu șoseaua județeană DJ243B, care o leagă spre nord-vest de Stănișești și Vultureni și spre sud-est în județul Vaslui de Coroiești, Ciocani și Bârlad.

## Demografie
Componența etnică a comunei Motoșeni
     Români (95,28%)
     Alte etnii (4,72%)
Componența confesională a comunei Motoșeni
     Ortodocși (94,7%)
     Alte religii (0,52%)
     Necunoscută (4,78%)
Conform recensământului efectuat în 2021, populația comunei Motoșeni se ridică la 2.905 locuitori, în scădere față de recensământul anterior din 2011, când fuseseră înregistrați 3.505 locuitori. Majoritatea locuitorilor sunt români (95,28%). Din punct de vedere confesional, majoritatea locuitorilor sunt ortodocși (94,7%), iar pentru 4,78% nu se cunoaște apartenența confesională.

## Politică și administrație
Comuna Motoșeni este administrată de un primar și un consiliu local compus din 13 consilieri. Primarul, Corneliu-Constantin Ghelase-Armencea[*], de la Partidul Social Democrat, este în funcție din 2012. Începând cu alegerile locale din 2024, consiliul local are următoarea componență pe partide politice:
|  | Partid                          | Consilieri | Componența Consiliului | Componența Consiliului | Componența Consiliului | Componența Consiliului | Componența Consiliului | Componența Consiliului | Componența Consiliului | Componența Consiliului | Componența Consiliului | Componența Consiliului | Componența Consiliului |
|  | ------------------------------- | ---------- | ---------------------- | ---------------------- | ---------------------- | ---------------------- | ---------------------- | ---------------------- | ---------------------- | ---------------------- | ---------------------- | ---------------------- | ---------------------- |
|  | Partidul Social Democrat        | 11         |                        |                        |                        |                        |                        |                        |                        |                        |                        |                        |                        |
|  | Partidul Național Liberal       | 1          |                        |                        |                        |                        |                        |                        |                        |                        |                        |                        |                        |
|  | Alianța pentru Unirea Românilor | 1          |                        |                        |                        |                        |                        |                        |                        |                        |                        |                        |                        |

## Istorie
La sfârșitul secolului al XIX-lea, comuna făcea parte din plasa Zeletin a județului Tecuci și era formată din satele Burlug, Chicerea, Fundătura, Mohorâți, Motoșeni, Negoaia și Țepoaia, având în total 520 de locuitori ce trăiau în 412 case. Existau aici patru mori de vânt, o școală cu 30 de elevi (toți băieți) înființată în 1868 și patru biserici (la Burlug, Chicerea, Fundătura și Țepoaia). La acea vreme, pe teritoriul actual al comunei mai funcționau, în plasa Pereschivul a județului Tutova, comunele Praja, Stănuești și Șendrești. Comuna Praja, formată din satele Praja, Fătăciuni și Fundătura, cu 874 de locuitori ce trăiau în 237 de case, avea și ea o școală mixtă și două biserici. Comuna Stănuești era formată din satele Chetreni, Cociu, Văleni, Poiana, Seaca și Stănuești și avea 1613 locuitori, o școală și două biserici. Comuna Șendrești, formată din satele Șendrești-Răzești, Șendreștii Statului, Bărtălăuș, Merinași, Văraticu, Băclești și Valea Caselor, avea 526 de locuitori, o școală mixtă și două biserici.
Anuarul Socec din 1925 consemnează desființarea comunei Motoșeni și includerea ei în comuna Burdusaci din plasa Podu Turcului a județului Tecuci. În județul vecin Tutova, comuna Praja fusese și ea desființată și inclusă în comuna Șendrești ce avea 2487 de locuitori, iar comuna Stănuești avea 1310 locuitori și aceeași compoziție, aparținând aceleiași plăși.
În 1950, cele două comune au fost transferate raionului Răchitoasa din regiunea Bârlad și apoi (după 1956) raionului Adjud din regiunea Bacău; în timp, comuna Stănuești a luat numele de Cociu după noul sat de reședință, comuna Motoșeni a reapărut sub numele de Ursa Motoșeni, iar comuna Praja — sub numele de Fătăciuni. În 1964, comuna și satul Fătăciuni au primit numele de Fântânele iar satul Mohorâți pe cel de Cornățelu. În 1968, toate comunele au fost trecute la județul Bacău și comasate sub numele de Motoșeni, noua comună primind și câteva sate de la comunele vecine desființate Benești; tot atunci, satele Afumați (comasat cu Fundătura), Negoaia (comasat cu Cornățelu), Baicani-Deal și Valea Babelor (comasate cu Gura Crăiești), Baicani-Vale, Burlug și Gura Plopului (comasate cu Motoșeni), Captalani și Fundătura Țepoaia (comasate cu Țepoaia), Plopu (comasat cu Chicerea), Poiana lui Stan, Prisaca și Văleni (comasate cu Poiana).

## Monumente istorice
Șase obiective din comuna Motoșeni sunt incluse în lista monumentelor istorice din județul Bacău ca monumente de interes local, toate fiind clasificate ca monumente de arhitectură: biserica „Sfântul Nicolae” (1809) din satul Chetreni, biserica „Adormirea Maicii Domnului” (1763) din satul Fântânele, biserica „Sfântul Dumitru” (1847) din satul Motoșeni, biserica de lemn „Înălțarea Domnului” (1830) din partea de est a satului Praja, biserica de lemn „Sfinții Voievozi” (secolul al XVIII-lea) din satul Șendrești și biserica de lemn „Adormirea Maicii Domnului” (1774) din satul Țepoaia (cătunul Fundătura Țepoaia).